# Distretto di Santo Tomás (Cusco)
Il distretto di Santo Tomás è uno degli otto distretti della provincia di Chumbivilcas, in Perù. Si trova nella regione di Cusco.